# لودمیلا پتروشفسکایا
لودمیلا استفانووا پتروشفسکایا (روسی: Людмила Стефановна Петрушевская؛ زادهٔ ۲۶ مهٔ ۱۹۳۸) نمایشنامه‌نویس، نویسنده، و فیلم‌نامه‌نویس اهل اتحاد جماهیر شوروی/روسیه است. او فعالیت ادبی خود را با نوشتن داستان‌های کوتاه و نمایشنامه آغاز کرد، اما بسیاری از آثارش در دوران شوروی با سانسور روبرو شدند. پس از دوران پرسترویکا، چندین اثر منثور برجسته منتشر کرد که با استقبال روبه‌رو شدند.
او بیشتر با نمایشنامه‌ها، رمان‌ها (به‌ویژه به وقت شب) و مجموعه داستان‌های کوتاهش، به‌ویژه روزی روزگاری زنی بود که می‌خواست بچه همسایه را بکشد شناخته می‌شود. در سال ۲۰۱۷، خاطرات خود را با عنوان دختری از هتل متروپل منتشر کرد. پتروشفسکایا یکی از برجسته‌ترین چهره‌های ادبی زنده در روسیه به‌شمار می‌آید؛ سبک نوشتاری‌اش را با آنتون چخوف مقایسه کرده‌اند و تأثیرگذاری‌اش را هم‌سنگ الکساندر سولژنیتسین دانسته‌اند. آثار او جوایز متعددی را از آن خود کرده‌اند، از جمله جایزه بوکر روسی، جایزه پوشکین، و جایزه جهانی فانتزی. علایق و دستاوردهای هنری او بسیار گسترده‌اند؛ او همچنین خواننده است و در زمینه انیمیشن، فیلمنامه‌نویسی و نقاشی نیز فعالیت داشته است.
از فیلم‌ها یا مجموعه‌های تلویزیونی که وی در آن‌ها نقش داشته است، می‌توان به قصه قصه‌ها و شنل اشاره نمود.